# Ectropothecium chamissonis
Ectropothecium chamissonis là một loài Rêu trong họ Hypnaceae. Loài này được (Hornsch.) A. Jaeger mô tả khoa học đầu tiên năm 1880.